# Olivetti CWP1
La Olivetti CWP1 è stata una macchina per scrivere elettronica prodotta da Olivetti a partire dal 1988.

## Descrizione
Questa macchina, lanciata nel 1988, racchiude un elaboratore di testi, una macchina per scrivere tradizionale, una calcolatrice e non necessita il precaricare di nessun programma di servizio ed una volta accesa è pronta all'uso.
Presenta un monitor da 12" bianco su nero, capacità 640x288 punti con possibilità di regolare la luminosità ed il contrasto; una unità microfloppy da 3½ pollici (capacità disco 640 Kb) per salvare i dati.
La novità di questa macchina è stato l'inserimento dei tasti funzione con i quali accedere velocemente all'elaborazione dei testi come modificare la dimensione del carattere sia in larghezza che in altezza, attivare il carattere sottolineato, in neretto ed in corsivo ed altre funzioni come il creare nuovi testi e memorizzarli. La stampante ad aghi incorporata aveva una velocità da 30 a 90 caratteri per secondo.